# 友情链接
友情链接，或稱交換連結，就是指两个或者以上的网站互相放上对方的链接，达到向用户推荐以互相共享用户群的一种搜尋引擎最佳化方式。連結的方法通常是在網站上放上對方網站的文字連結或圖片（一般是對方的Logo）連結。友情链接在非營利網站上更为常見，例如個人網站，明星偶像網站，或聊天討論區。